# Attaché
Attaché er stillingsbetegnelse for en udsendt medarbejder under ambassadørniveau ved en ambassade, typisk med konsulære og administrative opgaver. En attaché kan i ambassadørens fravær fungere som chargé d'affaires a.i.
Medarbejdere fra andre ministerier end Udenrigsministeriet, der udsendes til tjeneste ved en ambassade, har ofte titel af attaché i kombination med deres fagområde, f.eks. forsvarsattaché eller miljøattaché.
En presseattaché er en udsendt presse-/kommunikationsmedarbejder ved en ambassade.